# Saleh Abdulla
Saleh Abdulla (Emiratos Árabes Unidos; 8 de diciembre de 1978) es un exfutbolista de los Emiratos Árabes Unidos que jugaba en la posición de defensa.

## Carrera

### Club
| Periodo   | Club                 |
| --------- | -------------------- |
| 2001-2012 | Al-Jazira SC         |
| 2005–2006 | → Al Ain FC (cedido) |

### Selección nacional
Jugó para Emiratos Árabes Unidos en 35 ocasiones de 2004 a 2008 y anotó dos goles; participó en la Copa Asiática 2004.

## Logros
- UAE Pro League (1): 2010-11
- Copa Presidente de Emiratos Árabes Unidos (3): 2005-06, 2010-11, 2011-12
- Copa de Liga de los Emiratos Árabes Unidos (1): 2009-10
- Copa Federación de los Emiratos Árabes Unidos (2): 2005-06, 2006-07
- Copa de Clubes Campeones del Golfo (1): 2007